# Jurij Machno
Jurij Iwanowycz Machno, ukr. Юрій Іванович Махно, ros. Юрий Иванович Махно, Jurij Iwanowicz Machno (ur. 13 lutego 1938 w Kirowohradzie) – ukraiński piłkarz, grający na pozycji obrońcy lub pomocnika, trener piłkarski.

## Kariera piłkarska
W 1961 ukończył Kirowohradzki Państwowy Instytut Pedagogiczny im. Aleksandra Puszkina i został skierowany do Switłowodska, gdzie rozpoczął karierę piłkarską w zespole amatorskim Awanhard Switłowodsk. Pełnił funkcje kapitana drużyny. Również przez 15 lat pracował w miejscowej Szkole Sportowej jako trener wykładowca.

## Kariera trenerska
Karierę szkoleniowca rozpoczął jeszcze będąc piłkarzem. Najpierw szkolił dzieci w Szkole Sportowej w Switłowodsku oraz trenował zespół amatorski Awanhard Switłowodsk. W 1975 został zaproszony do sztabu szkoleniowego Zirki Kirowohrad, w którym pracował do 1981 jako dyrektor techniczny klubu. Jedynie w sezonie 1979 pomagał trenować piłkarzy. W styczniu 1982 roku został mianowany na stanowisko głównego trenera Zirki, którą kierował do czerwca 1982. W 1985 stał na czele Towarzystwa Sportowego "Kołos", którym kierował ponad 25 lat. Od 1990 roku był delegowany przez Federację Futbolu Ukrainy na mecze piłkarskie Mistrzostw Ukrainy.

## Sukcesy i odznaczenia

### Sukcesy trenerskie
Zirka Kirowohrad
- zdobywca Pucharu Ukraińskiej SRR: 1975 (jako dyrektor)

### Odznaczenia
- tytuł Zasłużonego Trenera Ukrainy: 1998